# 石咀站
石咀站是昆明地铁3号线的地铁车站，位于中华人民共和国云南省昆明市西山区春雨路与宏业路交叉口，于2017年8月29日开通。

## 车站结构
石咀站位于春雨路与宏业路交叉口，沿春雨路设置，呈南北走向，为地下两层岛式站台车站，车站长436米，标准段宽19.7米，车站地下一层为站厅层，地下二层为站台层，站台设置全高站台门。车站北侧设有一条单渡线，南侧设置两条出入段线连通石咀车辆段。
| 地面              | 出入口 | D、F、H出入口                                                                                                   |
| 地下一层          | 站厅   | 客服中心、自动售票机、验票机                                                                                    |
| 地下二层          | 站台   | \| \| \| █ 3号线往西山公园（普坪村） \| \| 島式 · 開左邊车门 \| \| \| \| \| \| █ 3号线往东部汽车站（大渔路） \| |
|                   |        | █ 3号线往西山公园（普坪村）                                                                                     |
| 島式 · 開左邊车门 |        | |
|                   |        | █ 3号线往东部汽车站（大渔路）                                                                                   |

## 出入口
石咀站目前开放3个出入口，各出口及周围设施如下所示：
| 编号                  | 地点   | 建议前往的目的地     | 照片 |
| --------------------- | ------ | -------------------- | ---- |
| 出口 · D              | 宏业路 | 正基春天里           |      |
| 出口 · F              | 春雨路 | 小石咀村江南春赛马场 |      |
| 出口 · H · 升降机标志 | 春雨路 | 孔雀园               |      |
| 註： 設有             |        |                      |      |

## 接驳交通

### 公交车
- 石咀村(春雨路)：6路，C11路，C26路

## 车站历史
- 2012年8月3日，车站主体结构封顶[2]。
- 2017年8月29日，车站随3号线通车开通[1]。
- 2020年1月30日，受新冠疫情影响，车站暂停运营[4]。3月18日，车站恢复运营[5]。